# Service météorologique
Un service météorologique est un prestataire de services en météorologie au sens général. Il faut distinguer les services météorologiques privés à vocation purement commerciale qui se concentrent généralement sur les prévisions ou rapports météorologiques, et les services météorologiques nationaux qui travaillent pour le compte d'un État ou du secteur public (commune, État fédéral, canton, etc.).

## Services étatiques

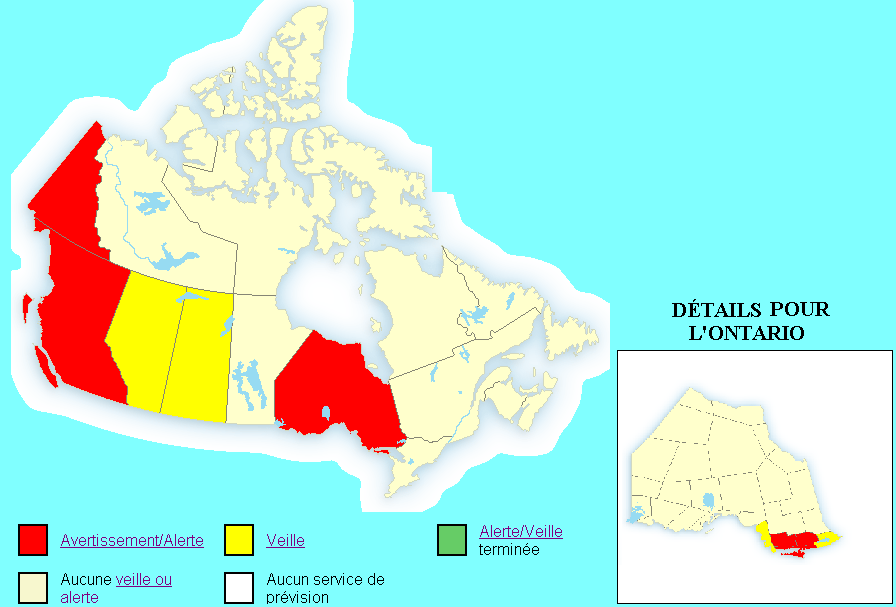
Exemple de produits graphiques offerts au public (régions en avertissement)

Le plus ancien service météorologique national au monde est l'Institut central de météorologie et de géodynamique autrichien, fondé le 23 juillet 1851. La mission de ces services est l'exploitation de leurs propres réseaux de mesure (stations, radars et satellites météorologiques), la diffusion et l'archivage de ces données, la diffusion d'information pertinente au public et autres usagés, y compris des avertissements, l'échange international de données et le fonctionnement de centres de prévision météorologique. En outre, ils sont très actifs dans la recherche axée sur les applications et les échanges avec de données entre service se font sous l'égide de l'Organisation météorologique mondiale (OMM). 
En plus des services météorologiques nationaux, il existe souvent d'autres organismes étatiques qui fournissent des services météorologiques spécifiques comme la météorologie aéronautique, les services d'alerte sismique ou d'avalanches, de prévision hydrographique ou de qualité de l'air, etc. Dans plusieurs pays, il existe des services météorologiques militaires séparés sous la direction du ministère de la défense, ou de l'une ou l'autre des branches des Forces armées.

## Services semi-publics
Certains pays ont transféré leur service météorologique à des agences indépendantes qui doivent fournir une base gratuite de données et de prévisions pour le public mais ont également un volet à recouvrement de coûts pour des usagers spécialisés. Par exemple, la mesure et l'analyse de la foudre ou des images radar à basse résolution sont affichées sur leur site gratuit mais les données à haute résolution ou la consultation sont payants pour les assureurs et autres activités commerciales (ex. Météo-France). Ces derniers financent partiellement le système public.

## Services privés

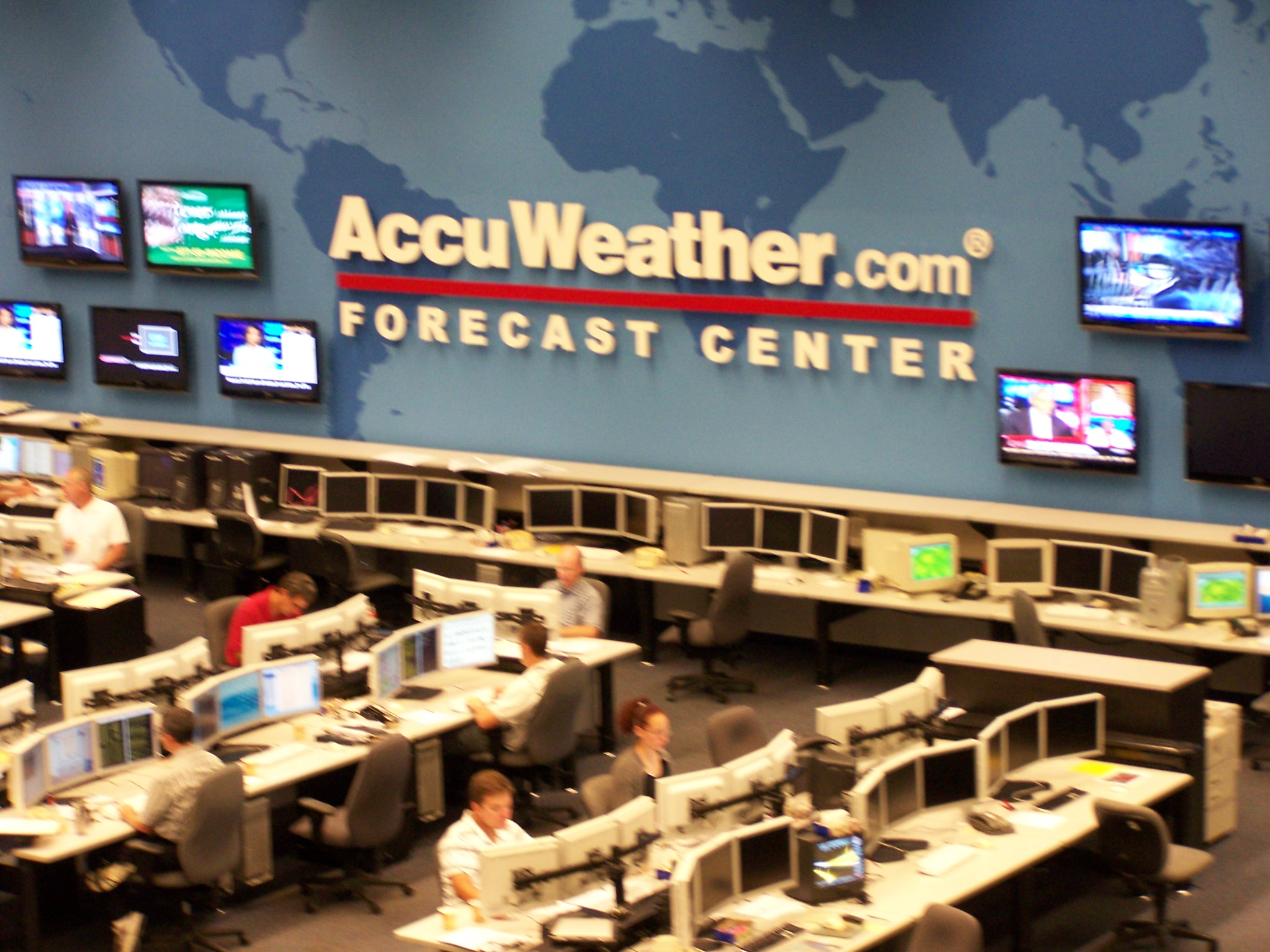
Bureau central d'Accuweather.

Depuis les années 1990, plusieurs compagnies privées utilisent les données publiques et produisent une multitude de produits spéciaux. Les services de consultation comme Keraunos, Météo consult ou AccuWeather, exploitent rarement leur propre réseau de mesure mais parfois roulent des modèles de prévision numérique du temps et des programmes analysant les données radars. Il existe des chaînes de télévision spécialisées, comme La Chaîne Météo ou MétéoMédia, qui  font la même chose.